# Rimpijärvi, Norrbotten
Rimpijärvi är en sjö i Pajala kommun i Norrbotten och ingår i Torneälvens huvudavrinningsområde.